# Sound of Freedom
Pour le film, voir Sound of Freedom (film).
Singles de Bob Sinclar
Everybody Movin'
(2007) What I Want
(2007)
Sound of Freedom est un single de Bob Sinclar, il est le premier de l'album Soundz Of Freedom. On y retrouve les chanteurs Gary Pine et Cutee B. Bob Sinclar a repris le fameux single de Rozalla Everybody's Free.

## Clip vidéo
Le clip met en scène des enfants en Jamaïque et David Beaudoin qui partent en autobus donner un concert.

## Classement par pays
| Classement (2007)                     | Meilleure position |
| ------------------------------------- | ------------------ |
| Australie Classement single           | 22                 |
| Autriche Classement single            | 39                 |
| Belgique (Flandre) Classement single  | 9                  |
| Belgique (Wallonie) Classement single | 16                 |
| Chili Top 100 Dance Airplay           | 1                  |
| Danemark Classement single            | 8                  |
| Pays-Bas Classement single            | 9                  |
| Finlande Classement single            | 2                  |
| France SNEP Classement single         | 6                  |
| Italie Classement single              | 29                 |
| Suède Classement single               | 52                 |
| Suisse Classement single              | 31                 |
| Royaume-Uni Classement single         | 12                 |
| États-Unis Hot Dance Club Play        | 1                  |